# Roemer- und Pelizaeus-Museum Hildesheim

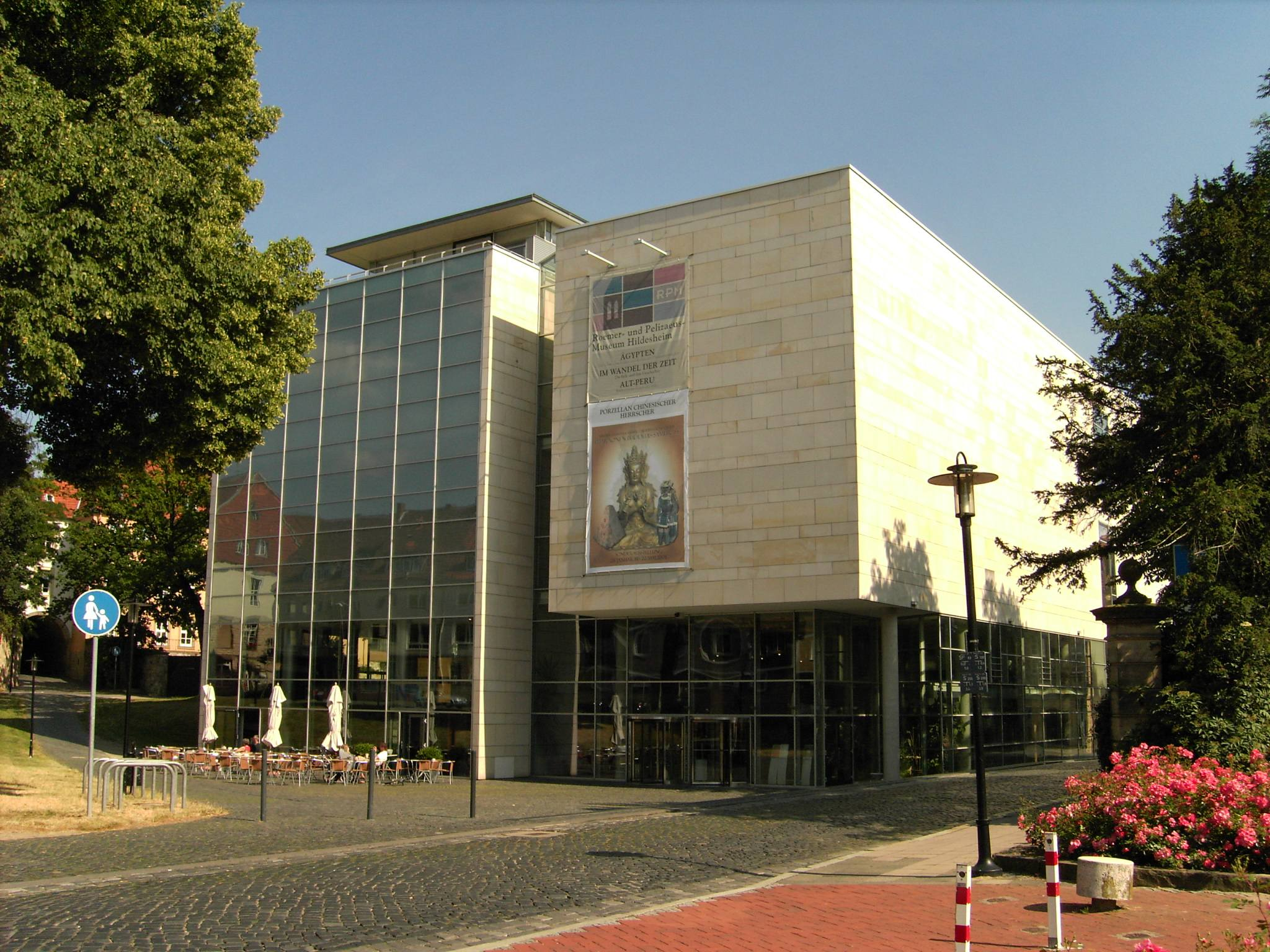
Edificio del Roemer- und Pelizaeus-Museum Hildesheim

El Roemer- und Pelizaeus-Museum Hildesheim es un museo arqueológico dedicado al arte del Antiguo Egipto y del Perú Antiguo. El museo está situado en la ciudad alemana de Hildesheim y surgió de la unión del Museo Roemer y el Museo Pelizaeus, en 1911. El antiguo edificio fue construido en Hildesheim, Alemania, en la década de 1950 aunque fue sustituido por uno nuevo en el año 2000. 

## Sus promotores
Herman Roemer (1816-1894), junto con numerosos ciudadanos de Hildesheim, crearon una asociación con el objetivo de establecer un museo de historia natural y etnológico de la ciudad. Wilhelm Pelizaeus (1851-1930), nacido en Hildesheim, era un banquero y anticuario asentado en Egipto que después de reunirse con Roemer, estuvo de acuerdo en ayudar a la creación de un museo al que donó su amplia colección de antigüedades egipcias.

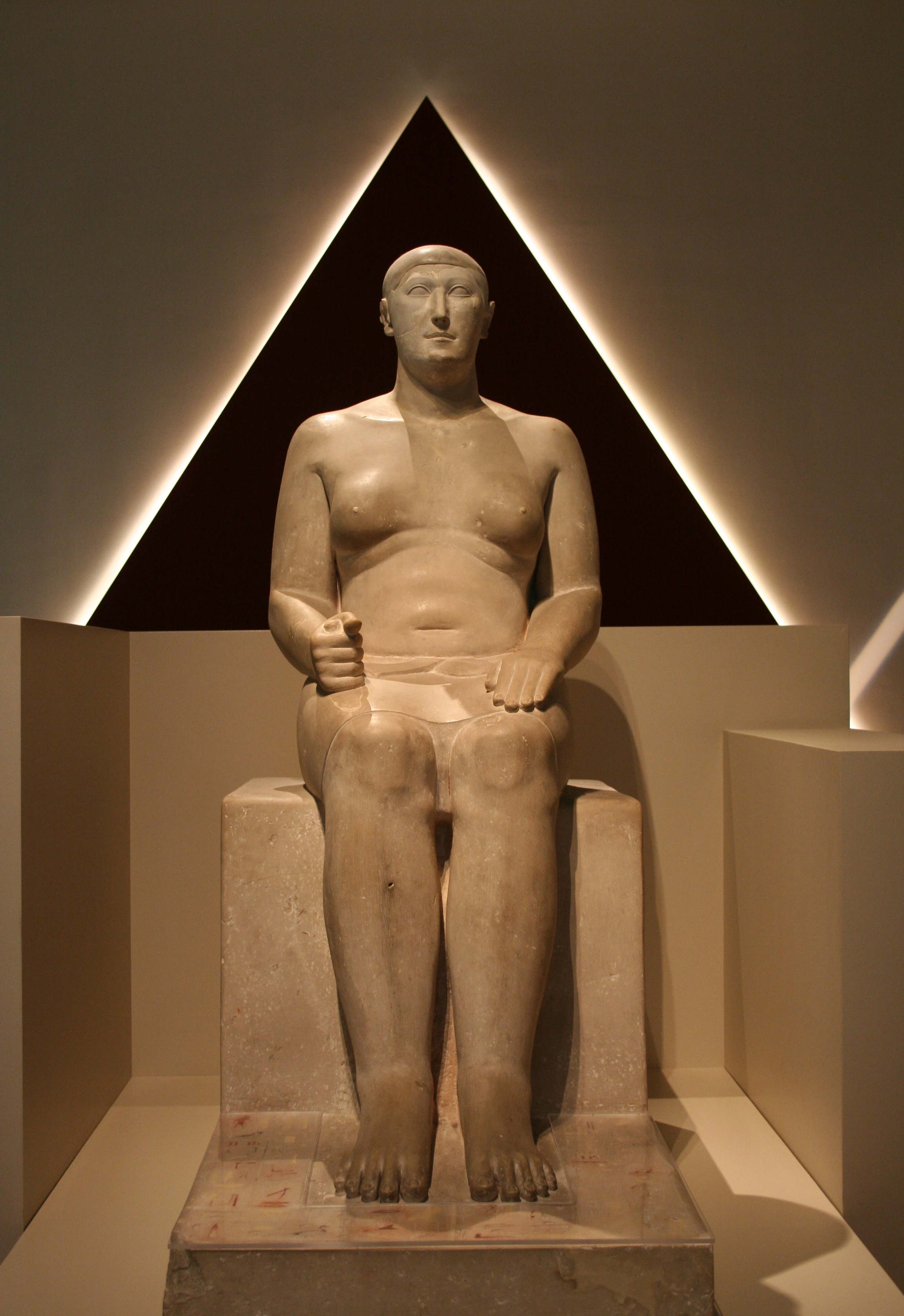
La estatua de Hemiunu.

## La colección
El Roemer- und Pelizaeus-Museum Hildesheim pone su énfasis en cuatro colecciones: historia natural, etnología, la historia de Hildesheim y la del Antiguo Egipto.
Alberga una de las más importantes colecciones de Europa de arte del Antiguo Egipto y del antiguo Perú. La colección egipcia cuenta con más de nueve mil objetos, que abarcan cerca de seis mil años de historia egipcia. También posee una colección de porcelana china, la segunda mayor de Europa. 
En el museo se realizan exposiciones temporales de temas contemporáneos o de interés arqueológico.

## La estatua de Hemiunu
El objeto más famoso del museo es la estatua de Hemiunu: una escultura tallada en piedra caliza del hombre que se estima fue responsable del diseño de la Gran Pirámide de Guiza. 
Zahi Hawass, Secretario General del Consejo Supremo Egipcio de Antigüedades, cataloga la estatua de Hemiunu en una lista de antigüedades de Egipto, repartidas por todo el mundo, que tiene la intención de que un día sean repatriadas a Egipto.